# Cucuruzeni
Cucuruzeni è un comune della Moldavia situato nel distretto di Orhei di 2.127 abitanti al censimento del 2004

## Località
Il comune è formato dall'insieme delle seguenti località (popolazione 2004):
- Cucuruzeni (1.808 abitanti)
- Ocniţa-Răzeşi (319 abitanti)